# Tate Britain
La Tate Britain es parte de la red de galerías Tate en Gran Bretaña, junto con la Tate Modern, la Tate Liverpool y la Tate St Ives. Fue el primero de estos museos en ser establecido y abrió en 1897. Alberga una importante colección de obras de J. M. W. Turner.

## Historia

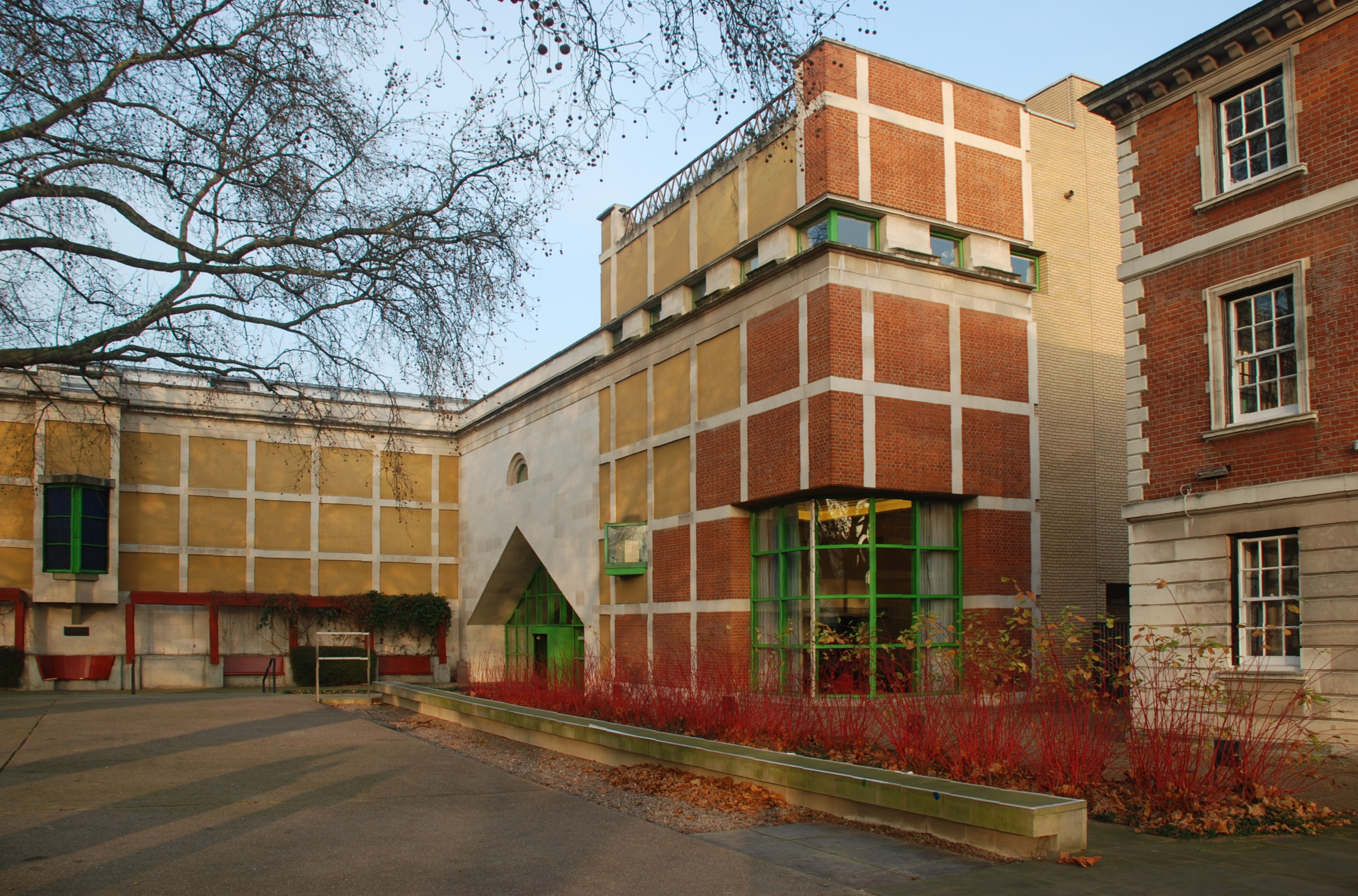
Galería Clore, diseñada por James Stirling (1987).

Se localiza en la sede original de Tate en Millbank, en el lugar en el que estuvo la Prisión de Millbank. La parte frontal del edificio fue diseñada por Sydney R. J. Smith con un pórtico clásico y una cúpula detrás. La construcción comenzó en 1893. La galería abrió el 21 de julio de 1897 con el nombre de Galería Nacional de Arte Británico, pero pasó a ser conocida como Galería Tate, en honor a su fundador sir Henry Tate. Ha habido muchas ampliaciones desde su fundación. La galería central de esculturas fue diseñada por John Russell Pope.
Algunos de los problemas que ha sufrido incluyen inundaciones debido a unas obras en el Támesis y los daños ocasionados por los bombardeos durante la Segunda Guerra Mundial, aunque la mayor parte de la colección estaba a salvo en algún lugar, y un gran cuadro de Stanley Spencer, demasiado grande para ser movido, tuvo un muro de protección delante de él.
El museo cuenta con colecciones británicas y modernas, pero desde marzo de 2000 expone únicamente arte británico histórico y contemporáneo.
La Tate también incluye a la Galería Clore de 1987, diseñada por James Stirling, que alberga las obras de J.M.W. Turner

## Instalaciones
El museo es accesible por escaleras y por una rampa para sillas de ruedas. La galería tiene un restaurante y una cafetería, así como una sala de amigos a la que solo pueden acceder miembros de la Tate. Todo el mundo puede ser miembro con solo pagar una suscripción anual. El edificio alberga demás de las oficinas de administración, una Biblioteca y un Archivo en el Centro de Investigación Hyman Kreitman. En el restaurante hay un mural pintado por Rex Whistler.
Actualmente la Tate Britain y la Tate Modern están conectadas por el Támesis por un barco, que sale del embarcadero de Millbank Millenium, que está justo enfrente de la galería. El barco está decorado con lunares, basado en un cuadro parecido de Damien Hirst.

## Exposición

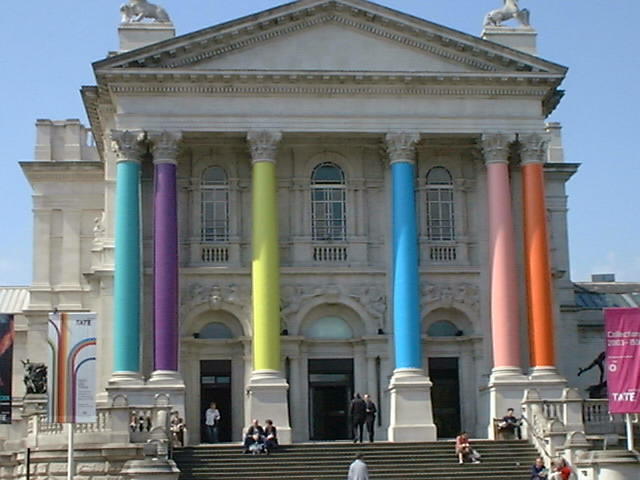
La Tate decorada de manera especial.

La exposición permanente muestra la colección permanente de arte británico histórico, así como obras contemporáneas. Tiene salas dedicadas a un solo artista, como las dedicadas a: Tracey Emin, John Latham, Douglas Gordon, Sam Taylor-Wood, Marcus Gheeraerts el Joven, aunque estas obras como el resto rotan periódicamente.
La Tate Britain alberga la anual y siempre controvertida exhibición del Premio Turner, que muestra las obras de cuatro artistas menores de 50 años, seleccionados por un jurado liderado por el director de la Tate, Sir Nicholas Serota. Esta exhibición se alarga durante todo el año, ya que los nominados se anuncian en mayo, la exhibición de sus obras en octubre, y el fallo del premio es en diciembre. Cada etapa de la entrega del premio genera expectación por parte de los medios, y también numerosas manifestaciones contra el premio.
La Tate ha intentado llegar a un público más numeroso, especialmente joven, con el programa Hasta tarde en la Tate Britain que se hace cada primer viernes de cada mes, este programa conlleva que el precio de las entradas se reduzca a la mitad, y se toque música en directo.

## La colección permanente
La Tate Britain es la galería nacional de arte británico desde 1500 hasta nuestros días. Como tal es la galería más importante de este tipo en el mundo. En el museo también se exponen obras de artistas más recientes como David Hockney, Peter Blake y Francis Bacon. Algunas de las obras que se exponen en la Tate Britain son:
- Newton de William Blake
- Caballo atacado por un león de George Stubbs
- Giovanna Baccelli de Thomas Gainsborough
- Boceto del Castillo de Hadleigh de John Constable
- El gran día de su ira de John Martin
- La Dama de Shalott de John William Waterhouse
- Ofelia de John Everett Millais
- La Muerte de Chatterton de Henry Wallis
- Beata Beatrix de Dante Gabriel Rossetti
- La rama dorada de J. M. W. Turner
- La Resurrección, Cookham de Stanley Spencer
- Castillo de Norham de J. M. W. Turner
- Tres estudios para figuras en base de crucifijo de Francis Bacon
- El Baño de barro de David Bombreg
- Nocturno: Azul y Oro – Vieje puente de Battersea de James McNeill Whistler

Arte británico de los siglos XVI y XVII: 
Los retratos dominan este período. El cuadro más antiguo del museo, A Man in a Black Cape, pintado por Jonh Bettes en 1545, revela la influencia de Hans Holbein, introductor del Renacimiento en Gran Bretaña. Su meticuloso estilo lineal se refleja en muchas obras. Uno de los primeros genios nacidos y educados en Inglaterra fue Nicholas Hilliard, representado en la galería por uno de sus raros retratos de tamaño natural, de Isabel I. En el siglo XVII, bajo la influencia de sir Anthony van Dyck, emergió un nuevo estilo de retrato, del que son excelentes ejemplos Lady of the Spencer family, de Van Dyck, y Endymion Porter, de William Hobson. Otras dos obras maestras son Monkeys and Spaniels Playing, de Francias Bralow, una temprana pintura de tema animal, y Landscape with Rainbow, Henley-on-Thames, de Jan Siberechts, que marca el nacimiento de la tradición paisajista inglesa.
Arte británico del siglo XVIII:
Junto a la colección de principios del siglo XVIII, la Tate Gallery también ofrece excelentes ejemplos de "piezas de conversación" (composiciones informales de figuras), como Familia James, de Arthur Devis, y The Strode Family at Breakfast, de William Hogarth, la figura más sobresaliente del artes británico del siglo XVIII, bien conocido por sus obras satíricas. A finales de este siglo, el Gran Estilo de Joshua Reynolds puede compararse con la cuidada factura de los retratos de su rival Thomas Gainsborough. Las obras de Richard Wilson, de la misma época, muestran ese "Gran Estilo" en los paisajes, mientras que George Stubbs está bien representado con pinturas rurales y caballos de asombrosa belleza.
Arte británico del siglo XIX:
La Tate Gallery alberga un gran número de obras de William Blake, así como de algunos discípulos, incluido Samuel Palmer, cuyas íntimas escenas pastorales están imbuidas de una mística intensidad. También están representados los dos grandes paisajistas del siglo: las obras de Turner (en la Clore Gallery) superan en número a las de John Constable, pero este cuenta con una buena variedad de óleos y bocetos, como Flatford Mill. También hay paisajes de Crome, Cotamn, Bonington y otros. La colección revela la variedad de estilos del arte victoriano, que va desde el muy sentimental Blind Fiddler, de Wilkie -cuya muerte se conmemora en Paz de Turner-, hasta la visión del Derby Day de William Frith y los derroches de color y emoción intensa de los pintores parrafaelitas.
Clore Gallery:
Cuando J.M.W. Turner (1775-1851) legó su obras a la nación, lo hizo con la condición de que se mantuvieran juntas. En 1910, se habilitó una serie de salas para sus óleos, pero solo cuando se abrió la Clore Gallery, en 1987, el total del legado se exhibió completo, incluidos miles de bocetos. La galería también muestra acuarelas de Turner, como A City on a River Sunset, parte de su proyecto de Grandes Ríos de Europa.